# 陈北亨
陈北亨（1921年—），男，山东青岛人，中国兽医产科学家，曾任甘肃农业大学教授、博士生导师。